# Penaforte
Penaforte là một đô thị thuộc bang Ceará, Brasil. Đô thị này có diện tích 190,428 km², dân số năm 2007 là 7694 người, mật độ 40,4 người/km².